# 瓶窑镇
瓶窑镇，中国浙江省杭州市余杭区下辖的一个镇。全镇总面积128.81平方公里，总人口5.3万人。宋代此地建窑烧制陶瓶，此镇因而得名。

## 辖区
瓶窑镇辖有：
- 社区(5)：里窑社区、杨梅坞社区、新窑社区、华兴社区、瓶窑社区；
- 行政村(13)：外窑村、南山村、张堰村、长命村、西安寺村、石濑村、塘埠村、凤都村、大观山村、崇化村、窑北村、彭公村、奇鹤村。